# The Gentleman Burglar (film 1915)
The Gentleman Burglar è un cortometraggio muto del 1915 diretto da E.A. Martin.

## Produzione
Il film fu prodotto dalla Selig Polyscope Company.

## Distribuzione
Distribuito dalla General Film Company, il film - un cortometraggio in una bobina - uscì nelle sale cinematografiche statunitensi il 5 aprile 1915.